# お笑いライブプレップス
お笑いライブプレップス（プレップス）は、2014年1月～2015年4月まで下北沢で毎週金土日に無料で開催されていたお笑いライブ。その後システム名称をお笑いライブGRIPへと変更された。

## 概要
- 下北沢で若手芸人により毎週金曜日〜日曜日、昼と夜に無料公演されていたお笑いライブ。

## 内容
- 毎回無料でライブ開催をしていた。（スペシャルライブは有料）
- 毎週金土日の15時からの昼の部と、19時からの夜の部の6公演でそれぞれの曜日にレギュラー性を設け、毎週出演するメンバーを固定していた。
- 芸人達が公演前に会場周辺で無料チケットを配布し客を呼込みしていた。
- フリーのエントリーの芸人達も参加し毎回ネタバトルを行っていた。
- レギュラーはMC権限と企画に出る権利がある代わりに積極的に呼込みをする事と毎週出演という条件があった。
- 地域密着であるため下北沢商店街のイベントに積極的に参加し、不定期のお祭り「下北沢大学」では毎回路上ライブを行っていた。

## 会場
- 大丸ピーコック4F Emuスタジオ